# Ladrões de Bicicletas (blogue)
O Ladrões de Bicicletas é um blogue português sobre economia e política de uma perspetiva de esquerda. Foi fundado em abril de 2007 por Pedro Nuno Santos, José Gusmão, João Rodrigues e Nuno Teles. Desde a criação passou a contar com vários outros colaboradores, ganhou notoriedade pública e resultou na edição de um livro em coautoria, Economia com Todos.

## História
Nuno Teles, João Rodrigues, José Gusmão e Pedro Nuno Santos foram colegas de faculdade no ISEG, onde se formaram em Economia, e tinham todos intervenção política em partidos da esquerda portuguesa, nomeadamente Partido Socialista, Bloco de Esquerda e Partido Comunista Português. A 17 de abril de 2007, os quatro criaram o blogue como "um espaço de opinião de esquerda, socialista e que pretende desafiar o atual domínio da direita na luta das ideias". O nome evoca o filme neorrealista italiano de De Sica, de 1948.
Ao longo dos anos, foram também escrevendo João Galamba, José Castro Caldas, Nuno Serra, Jorge Bateira, Ricardo Paes Mamede, Alexandre Abreu, João Ramos de Almeida, Ana Santos, Diogo Martins, Eugénia Pires, João Ramos de Almeida, João Rodrigues, Hugo Mendes, Paulo Coimbra, André Freire e Vicente Ferreira.
Em 2017, muitos dos autores regulares do blogue lançaram um livro conjunto intitulado Economia com Todos.